# Bartolo Gianturco
Bartolo Gianturco (Avigliano, 19 luglio 1891 – Roma, 4 marzo 1974) è stato un avvocato e politico italiano, deputato del Regno d'Italia dal 1924 al 1943.

## Pubblicazioni
Gianturco fu autore di diversi libri e saggi, tra cui:
- Istruzione ed educazione coloniale, Roma, Tip. della Camera dei Deputati, 1927, SBN BAS0245576.
- L'elemento psicologico del reato. La coscienza: concetto, contenuto e limiti, Bari, Giustizia nuova, 1971, SBN SBL0366070.
- Medaglie d'oro al valor militare della Basilicata, Potenza, Tip. Olita, 1972, SBN BRI0015131.